# Campobasso (provincie)
De provincie Campobasso vormt samen met Isernia de kleine Zuid-Italiaanse regio Molise. Ze grenst in het noorden aan de Abruzzese provincie Chieti. Ten westen van Campobasso ligt de provincie Isernia, en ten slotte is er in het zuiden nog de grens met de tot Puglia behorende provincie Foggia.

## Territorium
Campobasso is een overwegend heuvelachtige provincie. Het binnenland is slechts dunbevolkt en kent, op de hoofdstad na, geen grote plaatsen. Het belangrijkste dal is het Valle del Biferno waardoor de weg van Termoli naar Campobasso loopt. De rest van de provincie ontbeert een goed wegennet. De Monti del Matese vormen het hoogste deel van de provincie. De kust van de provincie is rustig en heeft afwisselend zand- en kiezelstranden. De enige plaats direct aan zee is Termoli.
Het historische centrum van de stad Campobasso is bescheiden. Het oudste gedeelte ligt op een heuvel, het nieuwere gedeelte eronder. Ten zuiden van de hoofdstad ligt bij Sepino de Romeinse stad Saepinum. Hier zijn de resten te zien van een basiliek, winkels, een theater en thermen. Ook bij Larino zijn er resten uit deze tijd te vinden. Aan zee ligt de tweede stad van de provincie Termoli. De stadsmuur aan zee en het middeleeuwse kasteel geven de stad een robuuste uitstraling. Termoli is de enige plaats die van belang is voor het toerisme in de provincie.

## Belangrijke plaatsen
- Campobasso (51.833 inw.)
- Termoli (30.425 inw.)